# Evropska in sredozemska organizacija za varstvo rastlin
Evropska in sredozemska organizacija za varstvo rastlin (francosko Organisation Européenne et Méditerranéenne pour la Protection des Plantes, kratica OEPP, angleško European and Mediterranean Plant Protection Organization – EPPO) je medvladna organizacija s sedežem v Parizu, ki deluje kot strokovno svetovalno telo za področje nadzora rastlinskih škodljivcev na območju celotne Evrope in Sredozemlja izven Evrope (vzhodno Sredozemlje in Magreb). Ustanovljena je bila leta 1951 kot regionalna organizacija za to območje po določilih mednarodne konvencije o varstvu rastlin (IPPC), ki so jo sprejele članice Organizacije ZN za prehrano in kmetijstvo (FAO).
Glavni cilji EPPO so mednarodno strateško usklajevanje ukrepov proti vnosu in širjenju tujerodnih škodljivcev, tako v kmetijstvu kot v naravnem okolju, spodbujanje uporabe varnih in učinkovitih metod za nadzor škodljivcev ter dokumentacija. V Evropski uniji dopolnjuje vlogo Evropske agencije za varnost hrane (EFSA), vendar je neodvisna in pokriva širše območje, zato deluje kot posrednik med EU in sosednjimi regijami. IPPC in regionalne organizacije, kot je EPPO, so odgovor na povečevanje tveganja, ki jih predstavljajo tujerodni organizmi, za svetovno kmetijstvo in naravno okolje. Ti predstavljajo vedno večje izzive zaradi mednarodne trgovine, uvajanja novih poljščin in globalnih podnebnih sprememb ter sprememb v rabi tal.
Kot strokovna organizacija EPPO zbira podatke ter pripravlja ocene tveganja na regionalni ravni – modele širjenja novih tujerodnih škodljivcev v regiji. Na podlagi teh svetuje nacionalnim organom, pristojnim za varstvo rastlin, glede priprave zakonskih ukrepov za preprečevanje širjenja novih škodljivcev. V ta namen vzdržuje opozorilne sezname organizmov, ki jih redno posodabljajo ekspertne skupine, povzetke informacij o biologiji teh organizmov, zemljevide njihove razširjenosti in druge podatke v svojih podatkovnih zbirkah. To lahko služi kot osnova za sprejemanje ukrepov na nacionalni ravni, posebej v državah, ki imajo manj kapacitet za samostojno pripravo ocen tveganja.

## Članice
EPPO šteje 52 članic, med katerimi so skoraj vse države te regije. Slovenija je bila kot del Jugoslavije med ustanovnimi članicami, kot samostojna država pa je članica od leta 1994. Članstvo koordinira Uprava za varno hrano, veterinarstvo in varstvo rastlin na Ministrstvu za kmetijstvo, gozdarstvo in prehrano.
 Albanija

 Alžirija

 Avstrija

 Azerbajdžan

 Belgija

 Belorusija

 Bolgarija

 Bosna in Hercegovina

 Ciper

 Češka

 Črna gora

 Danska

 Estonija

 Finska

 Francija

 Grčija

 Gruzija

 Guernsey

 Hrvaška

 Irska

 Italija

 Izrael

 Jersey

 Jordanija

 Kazahstan

 Kirgizistan

 Latvija

 Litva

 Luksemburg

 Madžarska

 Malta

 Maroko

 Moldavija

 Nemčija

 Nizozemska

 Norveška

 Poljska

 Portugalska

 Romunija

 Rusija

 Severna Makedonija

 Slovaška

 SVN

 Srbija

 Španija

 Švedska

 Švica

 Tunizija

 Turčija

 Ukrajina

 Uzbekistan

 Združeno kraljestvo